# Gustaw Małachowski
Gustaw Małachowski herbu Nałęcz (ur. 27 maja 1797, zm. 10 kwietnia 1835 w Paryżu) – polski hrabia, kamerjunkier dworu królewskiego Mikołaja I Romanowa w 1830 roku, poseł, minister spraw zagranicznych Rządu Narodowego Królestwa Polskiego w czasie powstania listopadowego, poseł z powiatu szydłowieckiego na sejm 1830-1831 roku, członek Narodowego Towarzystwa Patriotycznego, jeden ze współpracowników księcia Adama Jerzego Czartoryskiego.

## Życiorys
Drugi syn Stanisława Aleksandra i Anny Stadnickiej. Miał dwóch braci: Juliusza i Henryka.
W czasie Sejmu 1830 wniósł petycję do cara Mikołaja I o ułaskawienie Waleriana Łukasińskiego. Petycja pozostała bez odpowiedzi, jednak już wkrótce Łukasińskiemu zdjęto kajdany.
Poseł z powiatu szydłowieckiego województwa sandomierskiego na sejm powstańczy. W czasie wojny polsko-rosyjskiej 1831 współtworzył 2 Batalion Strzelców Celnych. Po upadku powstania listopadowego udał się na emigrację. Członek władz Związku Jedności Narodowej.
W 1834 roku skazany przez władze rosyjskie na powieszenie za udział w powstaniu listopadowym. Był członkiem sejmu powstańczego na emigracji.